# 히치키
히치키(Hichki)는 인도에서 제작된 시드하스 말호트라 감독의 2018년 드라마, 코미디 영화이다. 라니 무커지 등이 주연으로 출연하였다.

## 출연

### 주연
- 라니 무커지
- 하쉬 메이야
- 이반 로드리거스

### 조연
- 아시프 바스라
- 수프리아 필가온가